# ParaView
A ParaView egy nyílt forráskódú alkalmazás interaktív tudományos vizualizációkhoz. Képes nagyméretű adathalmazokat is feldolgozni; a feladat komplexitásától függően futtatható az egyszerű asztali számítógéptől sok számítógépes elosztott rendszerekig.

## Áttekintés
A ParaView egy nyílt forráskódú, multiplatform adat-analizáló és vizualizációs alkalmazás. A ParaView felhasználók gyorsan képesek vizualizációkat létrehozni és az adathalmazukat analizálni kvalitatív és kvantitatív technikák segítségével. Az adatfelfedezés interaktív módon, 3D-ben is történhet, vagy, kihasználva a ParaView kötegelt feldolgozási képességeit, külső szoftverek számára is elérhető.
A ParaView-t különlegesen nagy adathalmazok elosztott rendszereken történő analizálására fejlesztették. Szuperszámítógépeken is futtatható tera nagyságrendű adathalmazok analizálására, de akár laptopokon is használható kisméretű adathalmazokhoz.
A ParaView egyszerre keretrendszer és kulcsra kész alkalmazás. A kódbázis úgy van megtervezve, hogy minden komponense újrafelhasználható legyen speciális alkalmazások fejlesztéséhez. Ez a rugalmasság teszi lehetővé, hogy a ParaView fejlesztők gyorsan tudjanak egy specifikus problémához specifikus alkalmazásokat fejleszteni.
A ParaView képes elosztott rendszereken párhuzamosítva futni, de működik egyprocesszoros számítógépeken is. Sikerrel tesztelték Windows, Mac OS X, Linux, IBM Blue Gene, Cray Xt3 és különböző Unix alapú munkaállomásokon, clustereken és szuperszámítógépeken is. A háttérben a ParaView a Visualization Toolkitet (VTK) használja adatfeldolgozási és renderelési motorként, a felhasználói felülete pedig a Qt keretrendszeren íródott.
A ParaView csapat céljai a következők:
- Egy nyílt forráskódú, multiplatform vizualizációs alkalmazás lefejlesztése.
- A nagyméretű adathalmazok feldolgozásának lehetővé tétele érdekében az elosztott számítási modellek támogatása.
- Egy nyílt, rugalmas és intuitív felhasználói felület megalkotása.
- Egy kibővíthető architektúra felépítése nyílt szabványok alapján.

## Története
A ParaView projekt 2000-ben indult a Kitware Inc. és a Los Alamos National Laboratory közötti együttműködésként. A kezdeti finanszírozást a US Department of Energy ASCI Views programmal kötött hároméves szerződés biztosította. Az első nyilvános kiadást, a ParaView 0.6-t 2002 októberében jelentették be.
A ParaView-tól függetlenül a Kitware egy webes vizualizációs rendszert kezdett el 2001 decemberében fejleszteni. Ezt a projektet a US Army Research Laboratory Small Business Innovation Research programjai keretében finanszírozták, majd végül ez lett a ParaView Enterprise Edition. A PVEE nagyban hozzájárult a ParaView kliens-szerver architektúrájának fejlesztéséhez.
A projekt kezdete óta a Kitware sikeresen együttműködött a Sandia National Laboratories, a Los Alamos National Laboratories és az Army Research Laboratory intézményekkel, valamint több egyéb akadémiai és kormányzati szervezetekkel a fejlesztés folytatása érdekében. A projekt fejlesztése ma is folyik.
2005 szeptemberében a Kitware, a Sandia National Laboratories és a CSimSoft elkezdte a ParaView 3.0 fejlesztését. Ez egy nagyarányú törekvés volt a felhasználói felület felhasználóbarátabb formában történő újraírására és egy kvantitatív analízis keretrendszer létrehozására. A ParaView 3.0 2007 májusában jelent meg.